# Botafogo 3–4 Palmeiras (2023)
Botafogo 3 x 4 Palmeiras foi uma partida de futebol válida pela 31° rodada do Campeonato Brasileiro de Futebol de 2023 - Série A.
A partida ficou marcada pela virada do Palmeiras: após sair perdendo por 3 a 0 no primeiro tempo, o alviverde conseguiu reverter o placar para 4 a 3.

## Antecedentes
O Botafogo, até esta partida, abria 15 pontos de vantagem para o vice-campeão, justo o Palmeiras. Aquele seria um confronto direto: os dois clubes brigavam pela liderança do campeonato, junto com o Flamengo, e quem ganhasse ficava mais perto da ponta da tabela.

## A partida

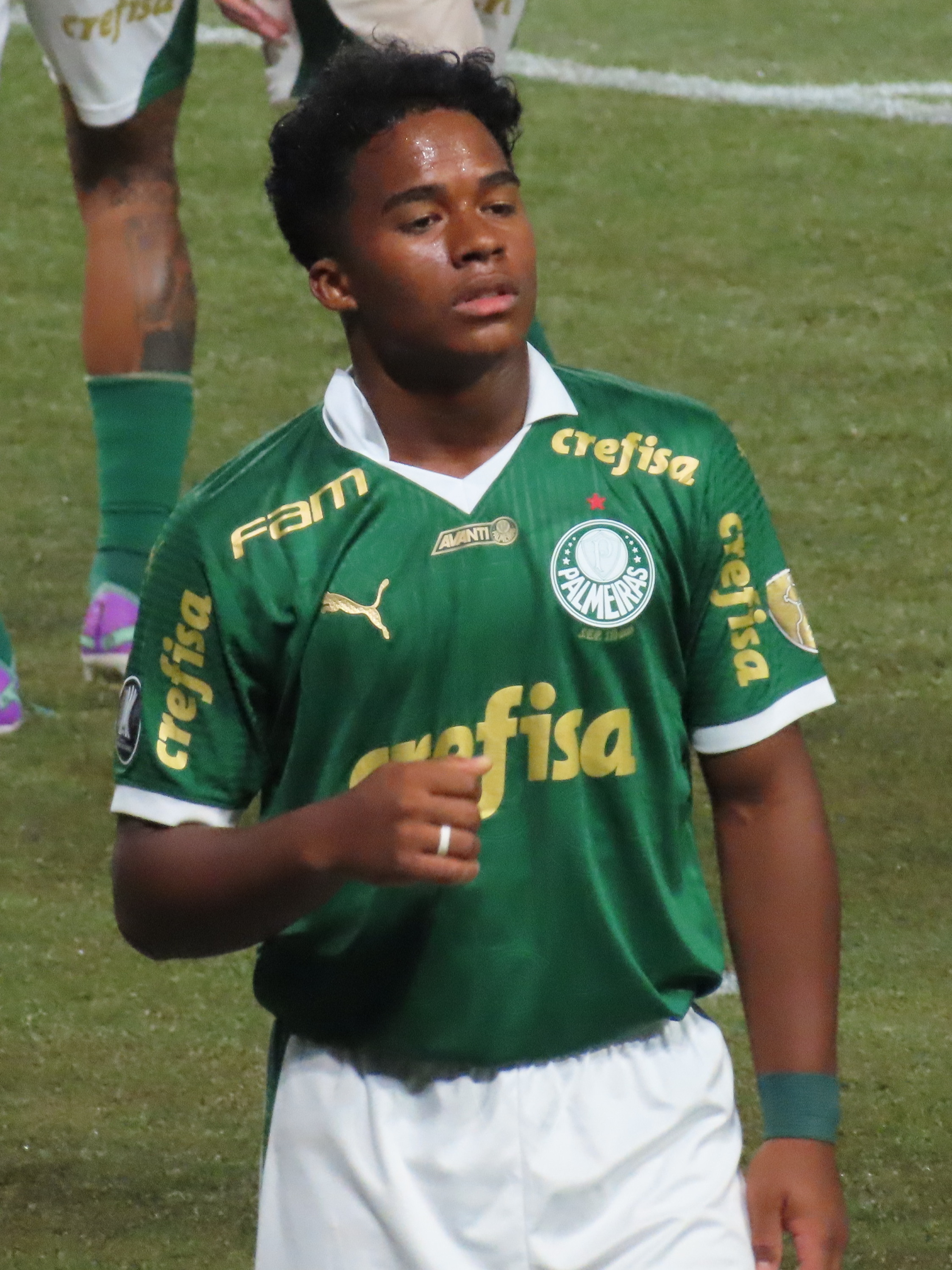
Endrick foi eleito o melhor em campo.

### Primeiro tempo
O Botafogo foi pra cima desde o início, e, aos 7 minutos do primeiro tempo, numa jogada de Fernando Marçal e Víctor Cuesta, Tchê Tchê chutou, mas a bola bateu no travessão. Na sequência, Marlon Freitas tocou para Júnior Santos, que arriscou de fora da área, mas Weverton defendeu.
O Palmeiras cavava faltas. Dessa forma, Mayke recebeu cartão amarelo aos 10 minutos.
Aos 20 minutos, o primeiro gol botafoguense: Victor Sá toca para Eduardo. A bola desvia e entra na rede.
Aos 29 minutos, escanteio curto de Marçal nos pés de Victor Sá, que vê e toca para Tchê Tchê na entrada da grande área, que manda pro gol.
Mas o Palmeiras também arriscava: aos 34, Raphael Veiga cobrou falta, mas Perri defende. A resposta alvinegra não tardou: aos 36 minutos, Júnior Santos, em contra-ataque, sai do campo de defesa e toca para Tiquinho Soares, que chuta primeiro. Weverton defendeu, mas no rebote, Júnior apareceu e tocou para fazer 3 a 0 para o lado alvinegro.

### Intervalo
Na pausa para a etapa final, Abel Ferreira, segundo o próprio depois da partida, " [...] disse duas coisas: que é impossível fazermos pior e é fundamental voltar e fazer um gol rápido para tentarmos entrar no jogo. Eu disse que a gente precisava ganhar o segundo tempo. Se ficasse 3 a 1 ou 3 a 2... A gente tinha que ganhar o segundo tempo. Foi isso que disse no intervalo."

### Segundo tempo
Foi com esse pensamento que o Verdão voltou em campo. E logo aos 4 minutos do segundo tempo, Endrick recebeu no meio, passou por cinco marcadores botafoguenses e chutou rasteiro no contra pé do goleiro Perri. 3 a 1 no placar.
Aos 8 minutos, em lançamento na área, Perri saltou para afastar de uma mão. Raphael Veiga arriscou de voleio na sobra, e o chute foi defendido!
Aos 14, Breno Lopes marcou, mas estava impedido. Instantes depois, Zé Rafael tentou o chute após receber de Píquerez, mas Adryelson bloqueou. Aos 22, Richard Ríos sai e Rony entra. Aos 26 minutos, Júnior Santos sente dores na corrida e é substituído.
Aos 28, após chamada do VAR, o árbitro expulsa Adryelson depois de falta no adversário.
Aos 33, Tiquinho é derrubado na área. Ele mesmo vai cobrar o pênalti. Mas, muito pela tensão, chuta fraco, e Weverton defende facilmente.
Aos 38 minutos, após falta de Raphael Veiga afastada pela zaga, a bola sobra para Endrick, que mandou pra rede. 3 a 2.
Aos 41, sai Luan Garcia, um zagueiro, e entra Flaco López, um atacante. Minutos depois, Endrick dominou na ponta-direita, ergueu a cabeça e cruzou na área. Gustavo Gómez ajeitou para Flaco López, que manda pro gol e empata a partida: 3 a 3. 
No último lance da partida, Raphael Veiga cobrou falta de esquerda. A bola vai até Murilo, que toca sem deixar a bola cair e estufa as redes alvinegras, assim virando o placar: 4 a 3.

## Ficha técnica
| 1 de novembro de 2023 | Botafogo                                        | 3 – 4     | Palmeiras                                         | Estádio Olímpico Nilton Santos, Rio de Janeiro                                      |
| 21:30                 | Eduardo 21' · Tchê Tchê 30' · Júnior Santos 36' | Relatório | Endrick 49', 84' · Flaco López 89' · Murilo 90+9' | Público: 34 913 Renda: R$ 1.272.900,00 Árbitro: BRA Bráulio da Silva Machado (FIFA) |

| Botafogo | Palmeiras |

## Pós-jogo
Após o jogo, John Textor, empresário norte-americano e sócio majoritário do Botafogo, denunciou uma suposta manipulação de resultados que teria beneficiado o Palmeiras, porém sem apresentar provas concretas, apenas vídeos e relatórios gerados por uma empresa contratada por ele para analisar o campeonato. O caso foi levado à uma CPI para investigação, e Leila Pereira, presidente alviverde, chegou a acusar as denúncias de Textor de "irresponsáveis e criminosas" e a chamá-lo de "vergonha do futebol brasileiro".